# Брылкин, Иван Онуфриевич
Иван Онуфриевич Брылкин (1709—1788) — русский государственный деятель, обер-прокурор Правительствующего сената, астраханский губернатор, сенатор, действительный тайный советник.

## Биография

### Происхождение
Родился в 1709 году в небогатой дворянской семье; его отцу принадлежало на 1722 год «крестьян в разных городах 15 дворов». Его отец Онуфрий Никитич Брылкин (1670—?) в царствование Петра I служил обер-кригскомиссаром, при Екатерине I и в начале царствования Петра II в чине полковника последовательно представлялся Верховным тайным советом к назначению прокурором полицмейстерской канцелярии, советником Доимочной канцелярии, воеводой Ингерманландского нижнего суда, но остался в итоге не у дел. В сентябре 1727 года 22 помещика и вотчинника Псковской провинции просили назначить О. Н. Брылкина воеводой на место не исполнявшего своих обязанностей полковника С. Д. Дмитриева, поскольку последний «чрез многое время и поныне во Пскове не бывал, а без воеводы Псковской провинции обывателем во отправлении приказных всяких дел чинится многое продолжение и убытки. А ныне при С.-Петербурге обретается полковник Ануфрий Никитин сын Брылкин, а ни к каким делам не определён, а он человек заслуженный и добрый». О. Н. Брылкин был известен также как владелец прижизненного портрета митрополита Димитрия Ростовского, подаренного ему последним; впоследствии портрет был передан И. О. Брылкиным в церковь Симеона Столпника на Поварской в Москве и пользовался почитанием в качестве иконы.

### Придворная служба
Иван Онуфриевич Брылкин начал службу в возрасте 17 лет, в 1726 году, в качестве камер-пажа вдовствующей герцогини Курляндской Анны Иоанновны; в 1728 году он был пожалован в гоф-юнкеры, а после вступления Анны Иоанновны на российский престол — в камер-юнкеры Высочайшего двора (30 марта 1730 года).
В 1735 году попал в опалу по обвинению в содействии связи племянницы императрицы принцессы Анны Леопольдовны с саксонским посланником в России графом Линаром, был лишён чина камер-юнкера и определён в чине армейского капитана в гарнизон Казани.
Пять лет спустя, ставшая 9 ноября 1740 года правительницей при своём сыне императоре-младенце Иоанне Антоновиче, Анна Леопольдовна немедленно вернула Брылкина ко двору, пожаловав его 1 января 1741 года в камергеры (согласно указу Анны Леопольдовны от 10 декабря 1740 года камергеры её двора состояли в ранге армейского бригадира).

### Обер-прокурор Сената
Осенью 1741 года Брылкин принял активное участие в реализации инициативы И. Н. Тимирязева по пересмотру положений Манифеста о вступлении на престол Иоанна Антоновича от 5 октября 1740 года (составителем которого был граф А. И. Остерман), имевшей целью обосновать право как принцесс — дочерей Анны Леопольдовны (родившейся в июле 1741 года Екатерины и возможных будущих), так и самой матери императора наследовать ему в случае его смерти и отсутствия младших братьев.
В ходе обсуждения этого вопроса 17 сентября 1741 года Анна Леопольдовна возложила на Брылкина «управление обер-прокурорской в сенате должности», сделав его таким образом ближайшим помощником генерал-прокурора Сената князя Н. Ю. Трубецкого. Князь Я. П. Шаховской, бывший в то время сенатором и хорошо знавший Брылкина, приписывал ключевую роль в его назначении на этот высокий пост ближайшему стороннику правительницы кабинет-министру графу М. Г. Головкину.

Сей был господин Брылкин, который мне до того являлся хорошим приятелем и так же, как и я, любимец был графа Головкина, коего старанием и в обер-прокуроры в Сенат определён, а при дворе имел чин действительного камергера, в падение же оного своего благотворителя, Бог про то знает, каким способом не только остаться в том месте и в том своём чине, но ещё и любимцем у генерал-прокурора быть усчастливился.

Аналогичную точку зрения выражал французский посол в России маркиз Шетарди, писавший в Париж по поводу назначения Брылкина, а также ряда новых сенаторов:

Утверждают, что принц Брауншвейгский и граф Остерман не принимали в том никакого участия и вследствие этого четыре лица, находившиеся в этом числе, равно как и г. Брылкин, были весьма сухо приняты генералиссимусом, когда представлялись ему для принесения благодарности. Утверждают, что это назначение устроено графом Головкиным; именно ввиду приобретения значительного числа приверженцев в Сенате, а главною целью его было низвергнуть графа Остермана.

Вместе с тем Шетарди отмечал, что личное покровительство Брылкину оказывала и сама Анна Леопольдовна, называя его видным сторонником последней:

«Камергер Брылкин в то же время назначен обер-прокурором сената. Этот последний, хоть и безобразен лицом, был заподозрен, с достаточным вероятием, в том, что он нравился Правительнице и покровительствовал затем выказанной ею склонности к графу Линару; за подозрением последовало и наказание, так как он был сослан в бывшее Казанское царство при прежнем правительстве; благосклонность Правительницы к нему стала выказываться затем ещё заметнее и именно благодаря его содействию по возвращении его ко двору, она и стала пользоваться присвоенною ею верховной властью».

После переворота 25 ноября 1741 года Брылкин сохранил своё положение. Уже 28 ноября он подал доношение с подробным описанием деятельности И. Н. Тимирязева и других лиц по подготовке Манифестов о праве на престол Анны Леопольдовны и её дочерей, после чего Тимирязев был арестован и предан суду в числе главных сторонников свергнутого императора.
12 декабря 1741 года по представлению генерал-прокурора Трубецкого императрица Елизавета Петровна издала указ о «восстановлении власти сената в правлении внутренних государственных дел, согласно начертаниям Императора Петра Великого», восстанавливавший в полном объёме прежнее значение генерал-прокурора. Одновременно сам Трубецкой и Брылкин были вновь утверждены в занимаемых должностях.

### Астраханский губернатор
16 сентября 1745 года был издан указ о «назначении, вместо тайного советника Татищева, астраханским губернатором — действительного камергера и обер-прокурора Брылкина». Этому предшествовало рассмотрение Сенатом многочисленных обвинений в адрес Татищева, причём Брылкин в качестве обер-прокурора, несмотря на свой старый конфликт с Татищевым (в своём письме 1742 г. к И. А. Черкасову Татищев полагал обер-прокурора Сената участником интриги против себя, утверждая, что «г. камергер Брылкин … обязанный друг явного плута Иноземцова» (выдвинувшего обвинения в адрес Татищева), подал протест (оставшийся неудовлетворённым) на сенатское решение, признававшее последнего виновным:

В самом Сенате приговор над Татищевым не обошёлся без протеста. Обер-прокурор Брылкин объявил, что имеет сумнительства: 1) присуждённые комиссиею ко взысканию с прочих деньги взыскать велено с одного Татищева, а те люди на него по нескольким пунктам не доказали; 2) вина ему отпущена по милостивым указам 1741 и 1744 годов, и губернатором быть не велено, тогда как в этих указах повелено возвращённых из ссылки годных определить по-прежнему в службу и к делам.

На посту астраханского губернатора Брылкин провёл семь лет. Его служба в этой должности была отмечена пожалованием в 1746 году ордена Святой Анны. В 1752 году он заболел и 26 сентября генерал-прокурор Трубецкой объявил высочайшее повеление «об увольнении астраханского губернатора Брылкина, по болезни, в Москву». Преемник Брылкина на посту губернатора А. С. Жилин был назначен в Астрахань только в конце следующего 1753 года.

### Последние годы службы и отставка
В 1755 году Сенат решил призвать Брылкина, проживавшего в Москве, к активной деятельности:

В казанскую губернию … необходимо нужно быть ныне губернатору … а сенат к тому за достойного признаёт действ. камергера и кав. Ивана Брылкина, который в том чине состоит с 1741 г., и для того не соизволит ли Ея И. В-во, наградя его, Б-на, чином тайн. советника, отправить в казанскую губернию губернатором; а как из доношения д. т. с. Неплюева объявлено, что он находится уже в слабом состоянии и в случае того, когда нужда потребует, то он, Бр-н, по близости, может переведён быть и в оренбургскую губернию.

Императрица изменила представление Сената, назначив 3 сентября 1755 года Брылкина товарищем Оренбургского губернатора И. И. Неплюева с одновременным пожалованием его в тайные советники.
Новый этап деятельности Брылкина начался 12 мая 1762 года, когда император Пётр III назначил его сенатором. Последовавшая в июне того же года смена царствования и вступление на престол Екатерины II не отразились на его положении: он был в числе сенаторов, которым новая императрица повелела присутствовать на своей коронации в Москве 22 сентября 1762 года; 7 марта 1763 года Екатерина II утвердила его главой комиссии по рассмотрению дела о спорных маетностях, подаренных гетману Малороссии графу К. Г. Разумовскому. При разделении Сената на департаменты согласно утвержённому 23 января 1764 года Екатериной II указу «О распределении сенаторов и обер-прокурор по департаментам сената» Брылкин был определён присутствовать в Шестой (московский) департамент .
В конце 1764 года Брылкин прошение об увольнение от службы, на которое состоялась следующая резолюция императрицы (30 декабря 1764 года):

Тайн. советник и сенатор Иван Брылкин, присланною к Нам челобитною, просил Нас, за всегдашними его болезнями и совершенным изнеможением, о увольнении его вовсе от дел. Мы, снисходя на сие его прошение и в рассуждении 38-летней его верной и непорочной службы, всемилостивейше увольняем его от всех дел с чином тайн. действ. советника и, вместо пенсиона, с нынешним его жалованьем, a no известному Нам его небогатому состоянию, всемилостивейше жалуем ему на оплату долгов его 10.000 руб.

После отставки Брылкин вплоть до своей смерти проживал в Москве. На 1773 год он владел особняком в приходе церкви Иоанна Богослова в Бронной в Арбатской части столицы, причём в его доме действовала домовая церковь во имя Спаса Нерукотворного, что являлось редкой привилегией. Ещё ранее, на 1754 год, Брылкин проживал в приходе церкви Тихона Чудотворца у Арбатских ворот, а в бытность обер-прокурором Сената построил в 1741 году особняк в Санкт-Петербурге, проданный им после назначения Астраханским губернатором (Большая морская улица). В течение ряда лет он был директором Павловской больницы, открытой 14 сентября 1763 года и находившейся под покровительством цесаревича Павла Петровича. Так, в 1770 году известный драматург А. П. Сумароков, желавший поместить в Павловскую больницу своего заболевшего умопомешательством дворового человека, просил содействия в этом графа Н. И. Панина (воспитателя Павла), не рассчитывая на успех собственного ходатайства об этом: «С Брылкиным я знакомства не имею, ибо я хотя и на той улице живу, где церковь Симеона Столпника, в оную церковь не езжу по недостатку времени. А в оной церкви чудотворный образ Дмитрия Ростовского, который зачал делати чудеса в доме его превосходительства тайного действительного советника И<вана> Анофр<иевича>. Следовательно, ни молитва моя, ни прошение ни у святителя, ни у действительного и проч. приняты не будут».
Умер в 1788 году. В «Русском биографическом словаре» ошибочно указано, что он скончался в 1770-х годах. В «Истории Правительствующего Сената за двести лет» указано, что он скончался в начале 1788 года, что подтверждается и «Придворными месяцесловами», в которых до этого года Брылкин указывается среди здравствующих кавалеров ордена Святой Анны.

## Семья
От первой супруги Елены Васильевны (род. 1713) Брылкин имел двух дочерей, Анну (род. 1736) и Елену (род. 1748). Вторично он женился на Марии Федотовне Каменской — дочери генерал-майора Федота Михайловича Каменского (1696—1755), сестре известного полководца генерал-фельдмаршала графа Михаила Федотовича Каменского и одной из первых российских писательниц Александры Федотовны Ржевской.
М. Ф. Брылкина пережила мужа; в 1794 году на её средства в принадлежавшем ей имении Старое Заозерье (Владимирского уезда Владимирской губернии) была построена новая каменная Воскресенская церковь, а в 1798 г. «по воле» её генерал-фельдмаршал Каменский создал памятник над могилой генерала Ф. М. Каменского и его жены Анны Алексеевны, урождённой Зыбиной в церкви Воздвижения Креста на Арбатской улице:

По воле дочери его <генерала Каменского> Марьи Федотовны, вдовы д. тайн. сов. и кавалера Ивана Анофриевича Брылкина, братом ея, генерал-фельдмаршалом графом Михаилом Федотовичем Каменским сделан сей памятник 8 мая 1798 г. Тела их погребены в сём храме против сего памятника, где сделан был придел во имя священно-мученика Феодота, епископа Киринейского. Престол поставлен был над гробницею его" — — Московский некрополь. Т. 2. — СПб., 1908. — С. 10.